# Wohnhausgruppe Reeder-Bischoff-Straße
Die Wohnhausgruppe Reeder-Bischoff-Straße befindet sich in Bremen, Stadtteil Vegesack, Ortsteil Vegesack, Reeder-Bischoff-Straße 16 bis 22. Die Gebäude entstanden um 1910. 
Sie stehen seit 1977 unter Bremer Denkmalschutz.

## Geschichte
Die vier recht unterschiedlichen dreigeschossigen Wohn- und Geschäftshäuser entstanden um 1910 in der Epoche der Jahrhundertwende. Die Architekten sind nicht bekannt. Sie werden heute (2018) durch Geschäfte, einem Café, Büros und Wohnungen genutzt. In Nr. 16 sollen zwei Stadtteilkoordinatoren ihr Büro haben.

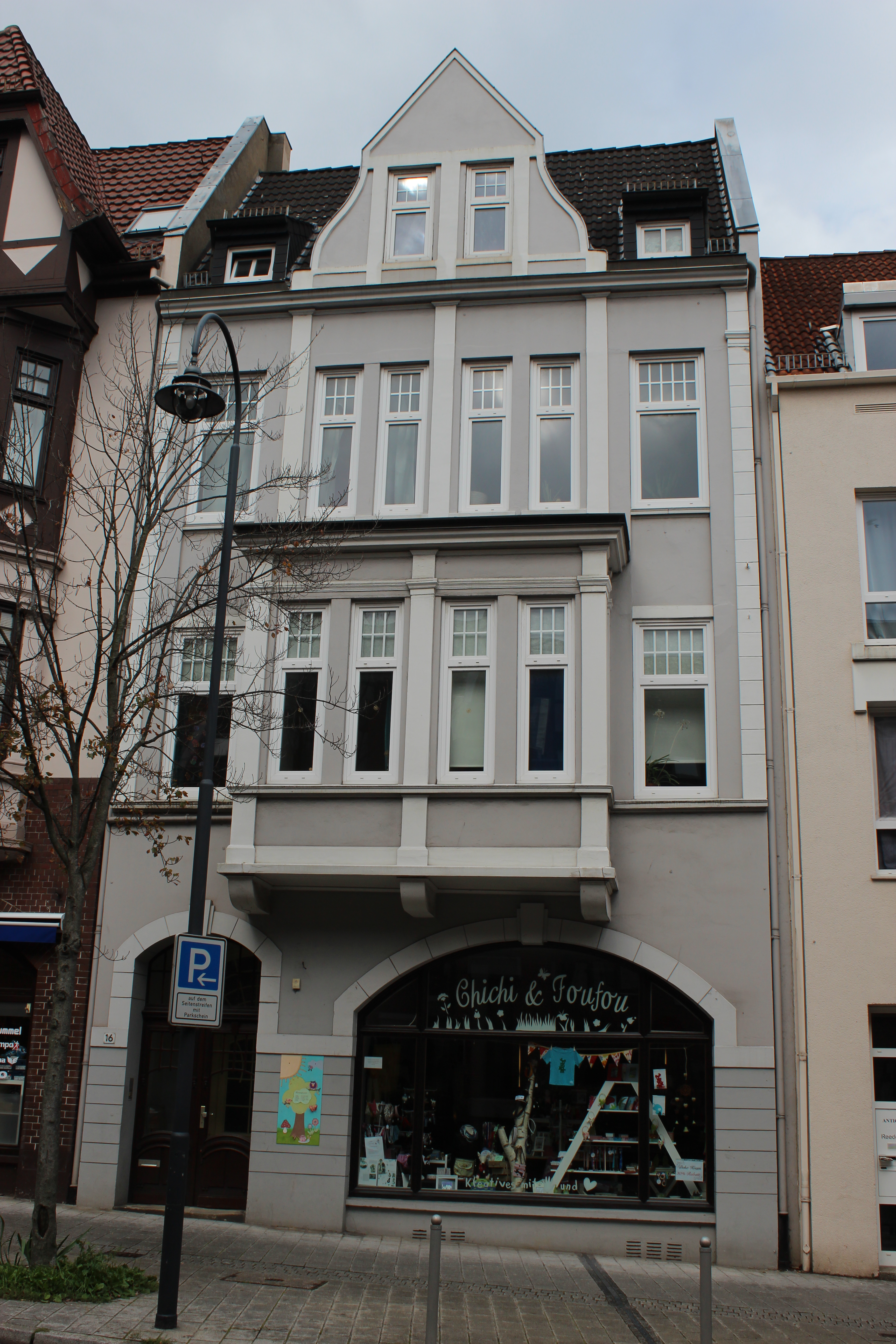
Nr. 16
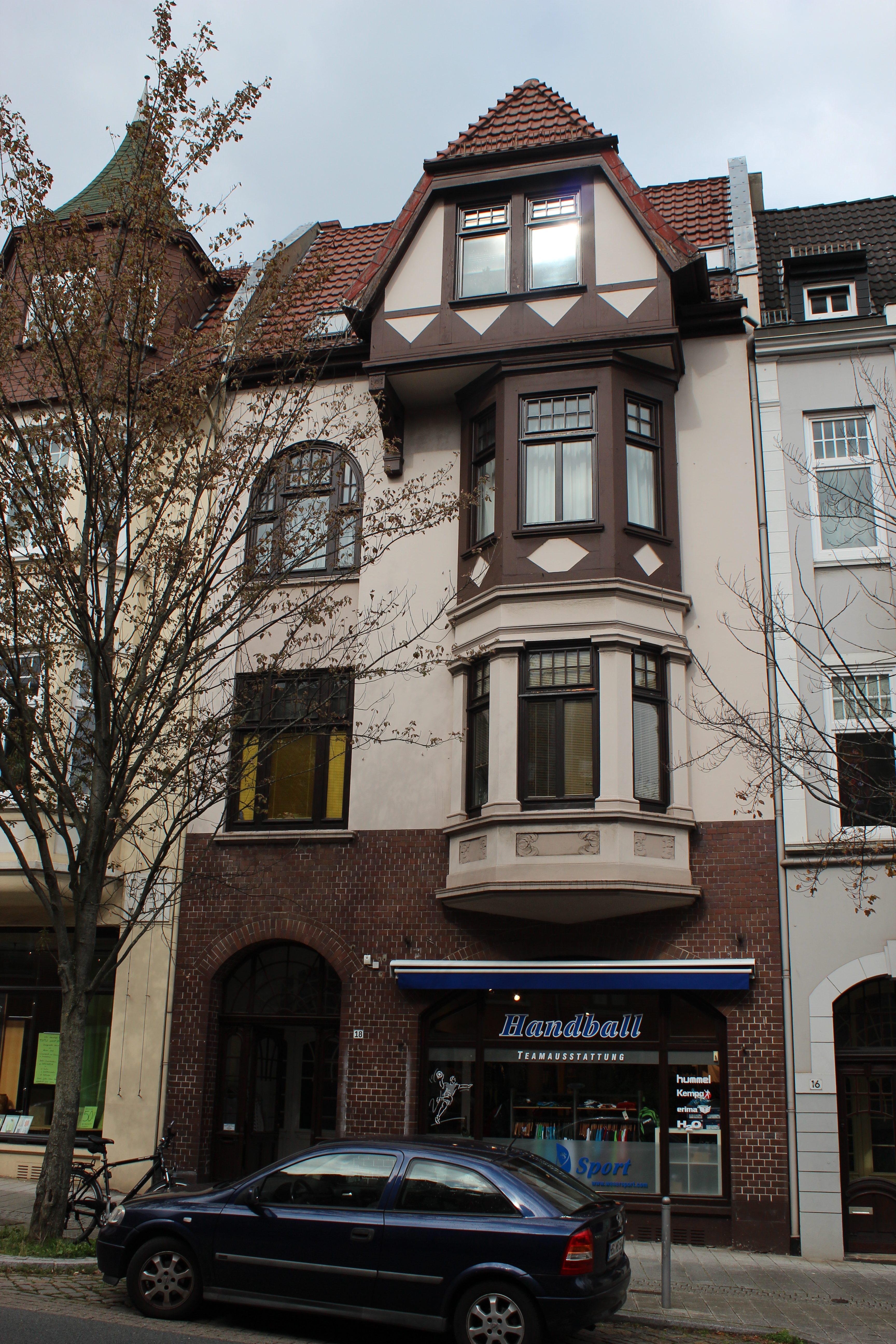
Nr. 18
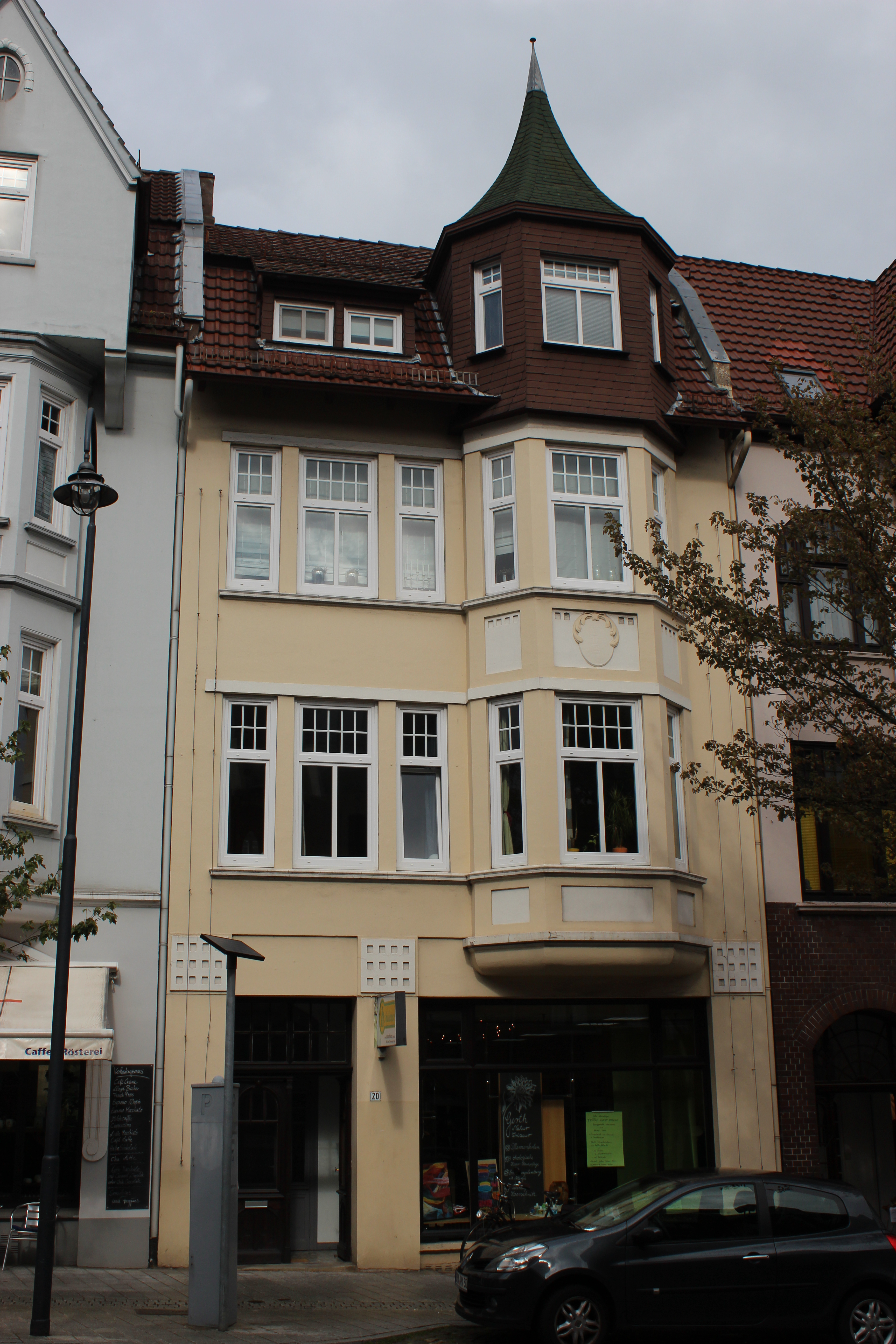
Nr. 20
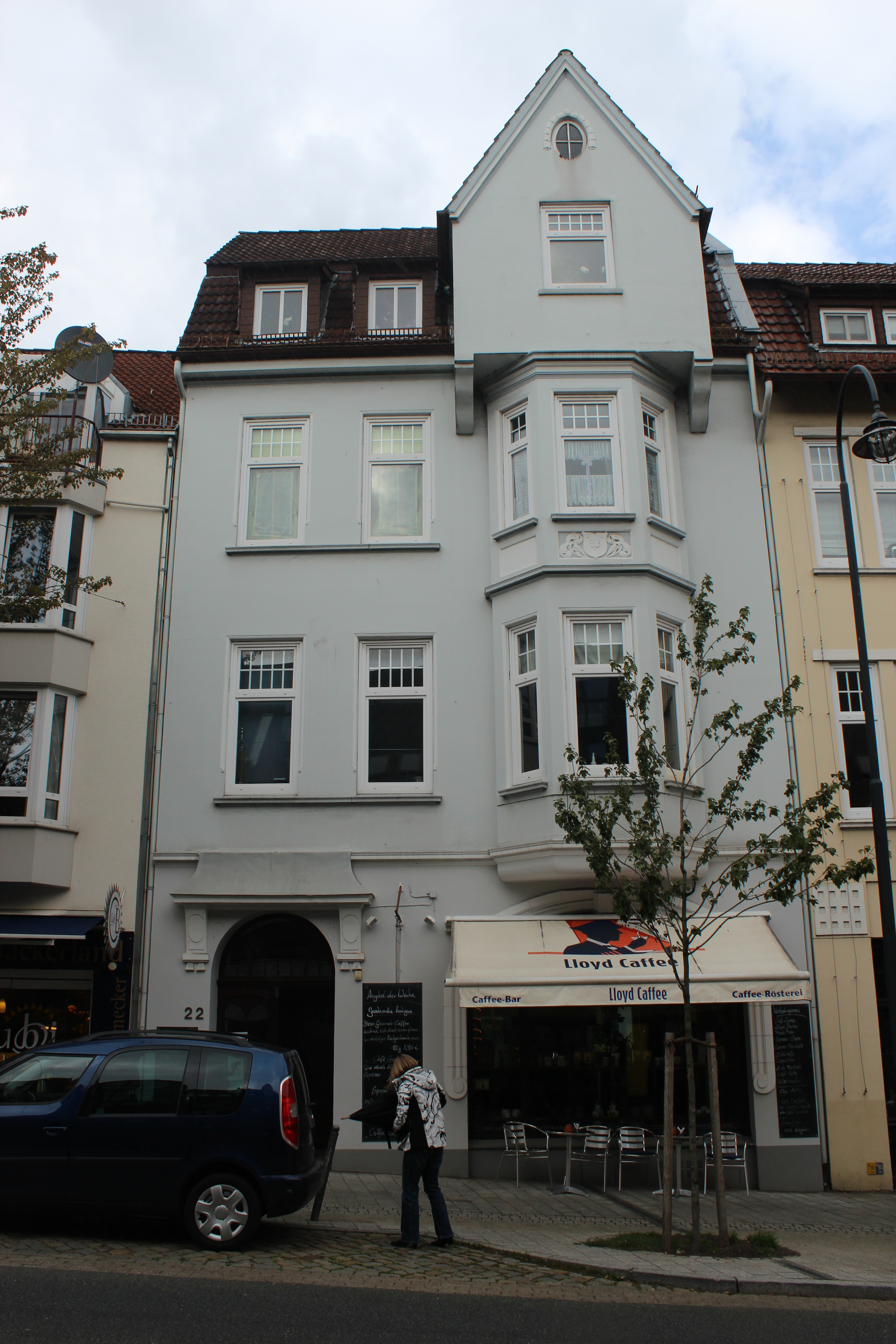
Nr. 22